# ليزا تيغن
ليزا تيغن (بالنرويجية البوكمول: Lisa Teige)‏ (ولدت في 19 يناير 1998 في بيرغن) هي ممثلة وراقصة نرويجية. اشتهرت في خريف عام 2015 بعد أن أدت الدور الرئيسي في الموسم الأول من المسلسل الدرامي الشبابي «سكام» (عار) بشخصية إيفا كفايغ موهن على قناة أن أر كا.

## الأعمال

### المسلسلات
- 2018 : Håbet
- 2015 – 2017 : عار (مسلسل نرويجي) : إيفا كفايغ موهن